# دوغ جونز
دوغ جونز (بالإنجليزية: Doug Jones)‏ هو ممثل أمريكي وممثل صامت من مواليد 24 مايو 1960.

## مواقع خارجية
- دوغ جونز على موقع IMDb (الإنجليزية)
- دوغ جونز على موقع روتن توميتوز (الإنجليزية)
- دوغ جونز على موقع ألو سيني (الفرنسية)
- دوغ جونز على موقع ميوزك برينز (الإنجليزية)
- دوغ جونز على موقع أول موفي (الإنجليزية)
- دوغ جونز على موقع قاعدة بيانات الأفلام السويدية (السويدية)
- دوغ جونز على موقع إن إن دي بي (الإنجليزية)
- دوغ جونز على موقع قاعدة بيانات الفيلم (الإنجليزية)
- دوغ جونز على موقع كينوبويسك (الروسية)